# Jonathan Tah
Jonathan Glao Tah (Hamburg, 1996. február 11. –) német válogatott labdarúgó, a német első osztályban szereplő Bayern München és a német válogatott hátvédje.

## Pályafutása

### Klubcsapatokban

#### Bayer Leverkusen
A mindössze 19 éves, nagy tehetségnek tartott Tah-t 2015 nyarán a Bundesliga egyik élcsapata, a Bayer Leverkusen igazolta le 7,5 millió euró ellenében. Mivel szezonkezdet előtt a védelem alapembere, Ömer Toprak megsérült, így Tah az idény elejétől rendre a kezdőcsapatban kapott helyet. A bajnokság mellett 2015 augusztusában a Lazio ellen bemutatkozhatott a Bajnokok ligája kvalifikációs szakaszában, majd szeptemberben a BATE Boriszov ellen a BL csoportkörében. Mivel a Bayer a csoportjának 3. helyén végzett, így Tah 2016 februárjában a Sporting ellen az Európa-ligában is debütálhatott. Meggyőző teljesítménye miatt, a tapasztaltabb Papadópuloszt kiszorítva, Toprak felépülése után is a kezdőcsapatban kapott helyet.
2017. január 28-án Jonathan Tah az első gólját szerezte a német első osztályban. Bár a csapata az első félidős remeklés után meglepetésre kikapott 3-2 a vendég Mönchengladbach csapatától.
2024 szeptemberében bejelentette, hogy nem hosszabbítja meg a lejáró szerződését, így a 2024–25-ös idény végén távozik a klubtól.

#### Bayern München
2025. május 29-én bejelentették, hogy 2029 júniusáig szóló szerződést kötött a Bayern München csapatával. A bajor csapat színeiben a FIFA-klubvilágbajnokságon mutatkozott be 2025. június 15-én, ő pedig első mérkőzésén gólpasszt adott az Auckland City ellen 10–0-ra megnyert mérkőzésen.

### A válogatottban
Tah fiatalkora óta több korosztályos német válogatottban is szerepelt. Az U19-es nemzeti 11-gyel részt vett a 2015-ös Európa-bajnokságon, ahol csoportkörben búcsúzó csapat csapatkapitánya volt.

2016 márciusában a Joachim Löw meghívta felnőtt válogatott keretébe. Első mérkőzésén, az Anglia ellen 2–3 arányban elvesztett találkozón egy félidőt kapott. Antonio Rüdiger sérülése után bekerült a németek 2016-os labdarúgó-Európa-bajnokságra készülő keretébe.
2024. június 7-én bekerült Julian Nagelsmann szövetségi kapitány 26 fős keretébe, amely a 2024-es labdarúgó-Európa-bajnokságon vett részt.

## Statisztika
2025. április 12. szerint.
| Klub               | Szezon   | Bajnokság | Bajnokság | Kupa  | Kupa | Nemzetközi | Nemzetközi | Egyéb | Egyéb | Összesen | Összesen |
| Klub               | Szezon   | Mérk.     | Gól       | Mérk. | Gól  | Mérk.      | Gól        | Mérk. | Gól   | Mérk.    | Gól      |
| ------------------ | -------- | --------- | --------- | ----- | ---- | ---------- | ---------- | ----- | ----- | -------- | -------- |
| Hamburger SV II    | 2013–14  | 6         | 0         | 0     | 0    | —          | —          | —     | —     | 6        | 0        |
| Hamburger SV II    | 2014–15  | 2         | 0         | 0     | 0    | —          | —          | —     | —     | 2        | 0        |
| Hamburger SV II    | Összesen | 8         | 0         | 0     | 0    | 0          | 0          | 0     | 0     | 8        | 0        |
| Hamburger SV       | 2013–14  | 16        | 0         | 4     | 0    | —          | —          | —     | —     | 20       | 0        |
| Hamburger SV       | 2014–15  | 0         | 0         | 0     | 0    | —          | —          | —     | —     | 0        | 0        |
| Hamburger SV       | Összesen | 16        | 0         | 4     | 0    | 0          | 0          | 0     | 0     | 20       | 0        |
| Fortuna Düsseldorf | 2014–15  | 23        | 0         | 0     | 0    | —          | —          | —     | —     | 23       | 0        |
| Fortuna Düsseldorf | Összesen | 23        | 0         | 0     | 0    | 0          | 0          | 0     | 0     | 23       | 0        |
| Bayer Leverkusen   | 2015–16  | 29        | 0         | 4     | 0    | 12         | 0          | —     | —     | 45       | 0        |
| Bayer Leverkusen   | 2016–17  | 19        | 1         | 2     | 0    | 5          | 0          | —     | —     | 26       | 1        |
| Bayer Leverkusen   | 2017–18  | 28        | 0         | 5     | 0    | —          | —          | —     | —     | 33       | 0        |
| Bayer Leverkusen   | 2018–19  | 33        | 3         | 2     | 0    | 3          | 0          | —     | —     | 38       | 3        |
| Bayer Leverkusen   | 2019–20  | 25        | 0         | 5     | 0    | 9          | 0          | —     | —     | 39       | 0        |
| Bayer Leverkusen   | 2020–21  | 27        | 1         | 1     | 0    | 7          | 0          | —     | —     | 35       | 1        |
| Bayer Leverkusen   | 2021–22  | 33        | 2         | 1     | 0    | 8          | 0          | —     | —     | 42       | 2        |
| Bayer Leverkusen   | 2022–23  | 33        | 1         | 0     | 0    | 14         | 0          | —     | —     | 47       | 1        |
| Bayer Leverkusen   | 2023–24  | 31        | 4         | 6     | 2    | 11         | 0          | —     | —     | 48       | 6        |
| Bayer Leverkusen   | 2024–25  | 28        | 2         | 5     | 1    | 10         | 0          | 1     | 0     | 44       | 3        |
| Bayer Leverkusen   | Összesen | 286       | 14        | 31    | 3    | 79         | 0          | 1     | 0     | 397      | 17       |
| Összesen           | Összesen | 333       | 14        | 35    | 3    | 79         | 0          | 1     | 0     | 448      | 17       |

## Sikerei, díjai

### Klub
- Bayer 04 Leverkusen
  - Német bajnok: 2023–24[12]
  - Német kupa: 2023–24
  - Német szuperkupa: 2024[13]

### Egyéni
- Fritz Walter-medál (U19) – aranyérmes: 2015[14]
- Az Európa-liga szezon csapatának tagja: 2019–2020[15], 2022–2023[16], 2023–2024[17]
- A Bundesliga szezon csapatának tagja: 2023–24[18]
- A Bundesliga szezon csapatának tagja a VDV-nél: 2023–24[19]

## Külső hivatkozások
- Jonathan Tah az UEFA adatbázisában (angolul)
- Jonathan Glao Tah Kicker
- Jonathan Glao Tah Transfermarkt